# 牛场镇 (织金县)
牛场镇，是中华人民共和国贵州省毕节市织金县下辖的一个乡镇级行政单位。

## 行政区划
牛场镇下辖以下地区：
文城社区、群兴村、群裕村、群光村、群营村、河坝村、坪山村、张家寨村、岩寨村、后坝村、半处村、大冲村、高山村、井沙村、半坡村、唐房村、沙沟村、水营村、大坝村、桂花村、鼠朵村、灯光村、营龙村、头坡村、二坡村、垭垅村、猓猡村、水城村和大营村。